# Булыжицы (Могилёвский район)
Булы́жицы (бел. Булыжыцы) — деревня в составе Княжицкого сельсовета Могилёвского района Могилёвской области Белоруссии.

## Географическое положение
Ближайшие населённые пункты: Дробинщина, Ермоловичи.

## История
В 1647 году упоминается как деревня в Оршанском повете ВКЛ.

## Население
- 1999 год — 175 человек
- 2010 год — 96 человек